# Zakonodavni postupak
Zakonodavni postupak (često i parlamentarna procedura), temeljna procedura zakonodavnoga tijela utvrđena zakonima i poslovnikom. Sastoji se od inicijative za donošenje zakona, prihvata inicijative i odlučivanja o potrebi njegova donošenja, odlučivanja o prijedlogu zakona, amandmana na prijedlog zakona, izglasavanja zakona, redakcije teksta zakona i proglašenja (promulgacije) zakona. U ustavnim monarhijama, za stupanje na snagu zakona potrebna je i sankcija (potvrda) vladara.
Zakonodavni postupak samo je dio postupka koji osim toga obuhvaća i donošenje općih akata, upravnih akata i sudskih akata.